# Typhochrestus hesperius
Typhochrestus hesperius là một loài nhện trong họ Linyphiidae.
Loài này thuộc chi Typhochrestus. Typhochrestus hesperius được Konrad Thaler miêu tả năm 1984.